# Colonia Veinte de Octubre
Colonia Veinte de Octubre är en ort i Mexiko.   Den ligger i kommunen Misantla och delstaten Veracruz, i den sydöstra delen av landet, 250 km öster om huvudstaden Mexico City. Colonia Veinte de Octubre ligger 312 meter över havet och antalet invånare är 276.
Terrängen runt Colonia Veinte de Octubre är kuperad. Runt Colonia Veinte de Octubre är det ganska tätbefolkat, med 166 invånare per kvadratkilometer. Närmaste större samhälle är Misantla, 1,9 km väster om Colonia Veinte de Octubre. Omgivningarna runt Colonia Veinte de Octubre är en mosaik av jordbruksmark och naturlig växtlighet.